# Юар де Сент-Обен, Леонар Жан Обри
Леонар Жан Обри Юар де Сент-Обен (фр. Léonard Jean Aubry Huard de Saint-Aubin; 11 января 1770, Вильдьё-ле-Поэль — 7 сентября 1812, Бородино, Московская губерния) — французский военный деятель, бригадный генерал (1807), погибший в Бородинском сражении.

## Биография
Родился в городке Вильдьё-ле-Поэль на севере Франции в будущем департаменте Манш. 
С началом Великой французской революции, 8 августа 1792 года, в возрасте 22 лет, поступил добровольцем в 4-й батальон волонтёров Манша и уже 24 августа был избран капитаном волонтёров, а 9 сентября того же года — вторым подполковником. 
В 1792-1794 последовательно сражался в рядах Северной армии, армии Центра, Мозельской, Рейнско-Мозельской, Рейнской армии. 28 марта 1794 года, сражаясь в составе последней, был назначен в состав 26-й линейной полубригады (полубригада — французское «революционное» название пехотного полка). 
В 1796 году служил в Самбро-Маасской, затем в Дунайской армии. В 1799 году сражался в Швейцарии, где 1 октября 1799 года, во время боя с войсками Суворова у Муотаталя, был ранен в левую руку и взят в плен калмыками. Уже в 1801 году, после заключения мира, вернулся во Францию, где снова служил в Рейнской армии, у генерала Моро.
В 1803 году стал кавалером только что учреждённого ордена Почётного легиона; 14 июня 1804 года — офицером ордена. В 1805—1806 годах служил в армии Неаполя, 1 марта 1807 года был произведён в бригадные генералы. Служил в Италии, 20 мая 1808 стал кавалером Королевского ордена Обеих Сицилий (Неаполитанского королевства, которое фактически контролировало Кампанию, но не Сицилию). В 1809 году бригадный генерал Юар принял участие в сражении при Ваграме. За свои действия в ходе Войны пятой коалиции стал комманданом ордена Почётного легиона и бароном Империи. 
Во время похода Наполеона в Россию, всё еще оставаясь бригадным генералом, руководил 1-й бригадой 1-й дивизии 4-го (Итальянского) корпуса Великой армии. Его корпусным командиром являлся вице-король Италии, принц Евгений Богарне.  
Во главе своей бригады Юар принял участие в сражении при Островно.  
В ходе Бородинского сражения бригада Юара участвовала в отражении рейда кавалерии Уварова и казаков Платова в тыл французской армии. В ходе завязавшегося боя генерал Юар де Сент-Обен был убит. 
Посмертно он удостоился почётного упоминания в 18-м бюллетене Великой армии. Имя генерала Юара де Сент-Обена высечено на северной стороне Парижской Триумфальной арки.

## Титулы
- Барон Империи (21 ноября 1810 года)

## Награды
Легионер ордена Почётного легиона (11 декабря 1803 года)
 Офицер ордена Почётного легиона (14 июня 1804 года)
 Командор королевского ордена Обеих Сицилий (20 мая 1808 года)
 Коммандан ордена Почётного легиона (27 июля 1809)